# Mistrovství České republiky v atletice 1996
Mistrovství České republiky v atletice 1996 se uskutečnilo ve dnech 7.–8. září 1996 v Praze.

## Medailisté

### Muži
| Soutěž                                     | Zlato                                                                    | Stříbro                                                                       | Bronz                                                                         |
| 100 m                                      | Ivan Šlehobr 10.80                                                       | Martin Duda 10.91                                                             | Walter Pilch 10.93                                                            |
| 200 m                                      | Walter Pilch 21.18                                                       | Ivan Šlehobr 21.20                                                            | Tomáš Dřímal 21.34                                                            |
| 400 m                                      | Jan Poděbradský 46.34                                                    | Jiří Mužík 46.74                                                              | Jiří Šveněk 47.53                                                             |
| 800 m                                      | Filip Jedlík 1:53.08                                                     | Roman Oravec 1:53.56                                                          | Karel Znojil 1:53.58                                                          |
| 1500 m                                     | Miloslav Suchý 3:50.00                                                   | Lukáš Vydra 3:50.80                                                           | Stanislav Vrba 3:51.32                                                        |
| 5000 m                                     | Milan Drahoňovský 14:11.76                                               | Zdeněk Dúbravčík 14:19.53                                                     | Pavel Faschingbauer 14:21.33                                                  |
| 10 000 m                                   | Jan Pešava 28:48.07                                                      | Luboš Šubrt 29:28.47                                                          | Vladimír Vašek 29:38.12                                                       |
| 110 m př.                                  | Tomáš Dvořák 13.74                                                       | Robert Změlík 13.78                                                           | Viktor Zbožínek 14.29                                                         |
| 400 m př.                                  | Lukáš Souček 50.43                                                       | David Nikodým 51.03                                                           | Aleš Maňásek 51.50                                                            |
| 3000 m př.                                 | Michael Nejedlý 8:48.15                                                  | Jiří Šoptenko 8:50.64                                                         | Viktor Podškubka 9:08.23                                                      |
| 4 × 100 m                                  | Tomáš Dvořák Martin Morkes Tomáš Dřímal Ivo Krsek Dukla Praha 41.03      | Petr Šarapatka Filip Myška Jan Grabmüller Ludvík Bohman Slavia Praha 41.73    | Roman Šebrle Kamil Damašek Josef Hodač Roman Orlík Dukla Praha B 42.13        |
| 4 × 400 m                                  | Kamil Damašek Jiří Mužík Jiří Šveněk Jan Poděbradský Dukla Praha 3:08.15 | Petr Šarapatka Miloslav Sýkora Martin Jareš Roman Oravec Slavia Praha 3:17.79 | Karel Bláha Jiří Lehečka Tomáš Nakládal Karel Kolečko Spartak Praha 4 3:19.23 |
| Skok do výšky                              | Tomáš Janků 227                                                          | Jan Janků 224                                                                 | Libor Šalamoun 218                                                            |
| Skok o tyči                                | Martin Kysela 540                                                        | Petr Špaček 530                                                               | Zdeněk Šafář 520                                                              |
| Skok daleký                                | Milan Gombala 770                                                        | Roman Orlík 765                                                               | Tomáš Votava 759                                                              |
| Trojskok                                   | Radek Řezáč 16,18                                                        | Jiří Kuntoš 15,65                                                             | Martin Sýkora 15,53                                                           |
| Vrh koulí                                  | Miroslav Menc 19,08                                                      | Richard Navara 18,62                                                          | Martin Bílek 18,26                                                            |
| Hod diskem                                 | Libor Malina 61,78                                                       | Marek Bílek 60,56                                                             | Stanislav Kovář 56,60                                                         |
| Hod kladivem                               | Pavel Sedláček 79,56                                                     | Vladimír Maška 69,72                                                          | Milan Horák 60,54                                                             |
| Hod oštěpem                                | Jan Železný 88,46                                                        | Patrick Landmesser 77,72                                                      | Robert Srovnal 73,42                                                          |
| Desetiboj Praha 9.–10.7.1996               | Roman Šebrle 8210 bodů                                                   | Jan Poděbradský 8147 bodů                                                     | Jiří Ryba 8061 bodů                                                           |
| 20 km chůze Nové Město nad Metují 8.6.1996 | Hubert Sonnek 1:27:29                                                    | Jiří Malysa 1:30:20                                                           | Roman Bílek 1:32:52                                                           |

### Ženy
| Soutěž                          | Zlato                                                                             | Stříbro                                                                              | Bronz                                                                                        |
| 100 m                           | Gabriela Švecová 11.54                                                            | Hana Benešová 11.68                                                                  | Zdeňka Mušínská 11.73                                                                        |
| 200 m                           | Hana Benešová 23.45                                                               | Helena Fuchsová 23.78                                                                | Pavlína Vostatková 24.12                                                                     |
| 400 m                           | Helena Fuchsová 52.11                                                             | Martina Pavlištíková 56.08                                                           | Denisa Glozarová 56.29                                                                       |
| 800 m                           | Eva Kasalová 2:11.57                                                              | Lenka Švaňhalová 2:11.65                                                             | Michaela Kutišová 2:12.45                                                                    |
| 1500 m                          | Romana Sanigová 4:24.03                                                           | Jarmila Halířová 4:25.66                                                             | Renata Hoppová 4:26.38                                                                       |
| 5000 m                          | Jana Kučeríková 16:35.38                                                          | Petra Drajzajtlová 17:14.35                                                          | Jitka Bělohlávková 17:18.98                                                                  |
| 10 000 m                        | Iva Jurková 34:14.03                                                              | Jana Klimešová 34:45.56                                                              | Věra Horká 36:17.19                                                                          |
| 100 m př.                       | Iveta Rudová 13.41                                                                | Petra Šímová 13.95                                                                   | Helena Vinařová 13.97                                                                        |
| 400 m př.                       | Dagmar Urbánková 58.36                                                            | Dagmar Votočková 58.83                                                               | Martina Blažková 59.25                                                                       |
| 4 × 100 m                       | Gabriela Švecová Denisa Obdržálková Kateřina Nekolná Iveta Rudová USK Praha 46.93 | Radana Volná Bohdana Válková Markéta Pernická Zuzana Pastušková SSK Vítkovice 47.08  | Jana Klečková Lenka Kadeřávková Gabriela Dvořáková-Váňová Zdeňka Mušínská Sparta Praha 47.94 |
| 4 × 400 m                       | Helena Vinařová Eva Kasalová Dagmar Urbánková Helena Fuchsová Olymp Praha 3:45.58 | Lenka Čermáková Martina Vendová Martina Pavlištíková Hana Benešová AC Čáslav 3:50.48 | Petra Smržová Nikol Špinová Klára Dubská Dana Vaňková Sokol SŠ České Budějovice 3:51.67      |
| Skok do výšky                   | Zuzana Kováčiková 183                                                             | Alena Nezdařilová 179                                                                | Hana Doleželová 179                                                                          |
| Skok o tyči                     | Daniela Bártová 390                                                               | Šárka Mládková 370                                                                   | Daniela Nováková 340                                                                         |
| Skok daleký                     | Helena Vinařová 623                                                               | Martina Žabková 613                                                                  | Gabriela Dvořáková-Váňová 609                                                                |
| Trojskok                        | Šárka Kašpárková 14.42                                                            | Jaroslava Neumanová 12.54                                                            | Ljuba Dušilová-Romaňáková 12.49                                                              |
| Vrh koulí                       | Zdeňka Šilhavá 15.75                                                              | Alice Matějková 15.35                                                                | Lucie Vrbenská 15.10                                                                         |
| Hod diskem                      | Alice Matějková 60.46                                                             | Zdeňka Šilhavá 58.80                                                                 | Romana Podušková 48.80                                                                       |
| Hod kladivem                    | Markéta Procházková 54.76                                                         | Jana Lejsková 46.86                                                                  | Lucie Vrbenská 45.82                                                                         |
| Hod oštěpem                     | Nikola Tomečková 56.44                                                            | Romana Guzdková 48.52                                                                | Michaela Jačková 47.14                                                                       |
| Sedmiboj Praha 9.–10.7.1996     | Helena Vinařová 5867 bodů                                                         | Kateřina Nekolná 5533 bodů                                                           | Jana Klečková 5350 bodů                                                                      |
| 10 km chůze Poděbrady 27.4.1996 | Tamara Heroldová 52:01                                                            | Pavla Choděrová 56:00                                                                | Ludmila Rychnovská 56:21                                                                     |